# Фабріс Дівер
Фабріс Дівер (фр. Fabrice Divert; 9 лютого 1967, Кан) — французький футболіст, який грав на позиції нападника .

## Клубна кар'єра
Професійну кар'єру розпочав у 1983 році у рідному клубі «Кан». 20 травня 1989 року в гостьовому матчі останнього туру сезону 19
88/89 проти Бордо, Кан після першого тайму поступався 2-0, але в другому Дівер оформив хет-трик і врятував команду від вильоту в Лігу 2. У 1991 році перейшов у «Монпельє». У сезоні 1994/95 отримав серйозну травму ноги та не зміг оговтатися від неї. У наступному сезоні був відданий в оренду в «Генгам», але травма давалася взнаки й Дівер взяв участь лише в 5 матчах. Повернувшись до «Монпельє» Фабріс провів ще 4 матчі, а після завершив кар'єру, віком 29 років.

## Виступи за збірні
Дебют за національну збірну Франції відбувся 28 березня 1990 року у товариському матчі проти збірної Угорщини. Був включений до складу збірної на чемпіонат Європи 1992 року у Швеції. Всього Дівер провів за збірну 3 матчі та забив 1 гол.

### Гол за збірну
| Дата              | Місце                              | Суперник  | Рахунок | Результат | Турнір           |
| ----------------- | ---------------------------------- | --------- | ------- | --------- | ---------------- |
| 19 листопада 1988 | Стад Олімпік де ля Понтез, Лозанна | Швейцарія | 0-1     | 2-1       | Товариський матч |